# Call-by-call
Call-by-Call (CbC), del inglés “llamada-por-llamada” (el término correcto en inglés es Dial-Around-Service) es un sistema de telefonear o conectarse a internet empleado en algunos países como Colombia, Austria y Alemania. En España, este sistema se suele denominar marcación indirecta.
Mediante este se describe la posibilidad de realizar llamadas telefónicas o conexiones de internet (también llamado Internet-by-Call o IbC) con una compañía diferente a la que se tiene contrato de servicios y que ha proporcionado la conexión a la red de telefonía, que en España se denomina operador preasignado. En este caso, se realiza una selección de portador u operador (en inglés, carrier selection).
La conexión de telefonía es proporcionado por una compañía (local exchange carrier en inglés), mientras que las llamadas telefónicas o conexiones a internet son proporcionados, en el caso de Call-by-Call, por una compañía (interexchange carrier en inglés). Esto tiene ventajas para el cliente, porque dependiendo de las necesidades de este, puede obtener servicios de llamadas o de conexión a internet con compañías que ofrecen precios más favorables.
En caso de una llamada telefónica (telefonema) se marca el prefijo telefónico de conexión del operador (prefijo telefónico de tarifa de ahorro). Estos prefijos telefónicos de tarifas de ahorro tienen por lo general en Alemania un patrón como 010xy, mientras que en Austria operan como 10xy.
De igual manera para conectarse a internet se marca un prefijo telefónico del operador económico de internet. Los datos de conexión, en especial los de usuario y clave de acceso, son para todos los usuarios iguales y son publicados en los sitios oficiales de internet del operador del servicio, lo que facilita el uso rápido y sin complicaciones.

## En Alemania
Tanto para Call-by-Call en servicio telefónico como Internet-by-Call domina en Alemania en su mayoría servicios sin necesidad de registro previo, pero se tiene frecuentemente el problema que los operarios de servicios Call-by-Call encarecen repetinamente las tarifas, lo que lleva al problema que el cliente que no está actualizado en las tarifas, paga a menudo precios más elevados de lo que esperaba. Por ello es recomendable consultar las tarifas actualizadas en internet o en los diarios, o bien emplear operadores que mencionen el costo por minuto del servicio de interconexión al momento de querer realizar una llamada.
En Alemania el procedimiento Call-by-Call funciona exclusivamente en la red de telefonía del Deutsche Telekom AG (Telecom Alemán). Esta forma de telefonear fue introducida en 1998 en la legislación para romper la dominancia en el mercado del Deutsche Telekom, debido a su posición de monopolio. Si no se marca ningún operación de Call-by-Call el telefonema se realiza a través del operario de la red de conexión. Sin la orden del cliente de otro operario de la red de conexión, obligatorio el pago de cuotas por uso, es entonces responsable el Deutsche Telekom. 
Desde entonces y debido a la fuerte competencia las tarifas para llamadas telefónicas y acceso a internet han tenido una caída rápida. Por ejemplo: hacer una llamada a México desde Alemania en 1998 costaba casi 2,50 euros el minuto, mientras que diez años después (a inicios de 2008) con el proceso de Call-by-Call cuesta alrededor de 3 cents el minuto.
Deutsche Telekom sigue siendo el operario de telefonía fija y móvil más grande de Europa, con ventas en 2006 de más de 61,3 millardos de euros y más de 243.000 colaboradores en todo el mundo (mediados de 2007).